# Dave Coyne
David „Dave” Coyne (ur. 31 marca 1958 roku w Hampton Court) – brytyjski kierowca wyścigowy.

## Kariera
Coyne rozpoczął karierę w wyścigach samochodowych w 1980 roku od startów w Formule Ford 1600 Star of Tomorrow. Z dorobkiem 83 punktów uplasował się na drugiej pozycji w klasyfikacji generalnej. W tym samym roku w Festiwalu Formuły Ford był piąty. W późniejszych latach pojawiał się także w stawce Canon NP Copiers F3 Race, Brytyjskiej Formuły 3, Formuły Ford 1600 BRSCC, Brytyjskiej Formuły Ford 1600, BBC Grandstand FF2000 Championship, Ford Race of Champions for Formula Ford 1600, Niemieckiej Formuły Ford 2000, Europejskiej Formuły Ford 2000, Niemieckiej Formuły 3, Francuskiej Formuły Ford 1600, Festiwalu Formuły Ford, Formuły 3 Euro Series, European Touring Car Championship, SAT 1 Supercup, Formuły Ford 1600 BRDC, Brytyjskiej Formuły Renault, Interserie - Div. 2, Formuły 3000, Brytyjskiej Formuły 3000, Sportscar World Championship oraz Formuły Ford 1600 Walter Hayes Trophy - Pre-finals.
W Formule 3000 Brytyjczyk wystartował podczas brytyjskiej rundy sezonu 1991 z brytyjską ekipą GJ Motorsport. Wyścigu jednak nie ukończył.